# Gyromitra esculenta
Gyromitra esculenta (Christian Hendrik Persoon), 1800 ex Elias Magnus Fries, (1849), sin. Helvella esculenta, (Christian Hendrik Persoon, 1800), din încrengătura Ascomycota în familia Discinaceae și de genul Gyromitra este o ciupercă care poate cauza otrăviri mortale. Ea este denumită în popor zbârciog gras. Acest burete saprofit este în mod predominant locuitor de sol, arătând însă de asemenea caracteristici de simbiont micoriza (formează micorize pe rădăcinile arborilor). El se poate găsi în România, Basarabia și Bucovina de Nord ca una din primele specii de ciuperci deja din martie, privind afară din zăpadă, până în iunie, crescând solitar sau în grupuri pe soluri nisipoase în special prin păduri de conifere mai ale sub pini și larici, adeseori la margini de drum, dar, de asemenea, sub vreascuri, pe defrișări sau arsuri vechi.

## Istoric

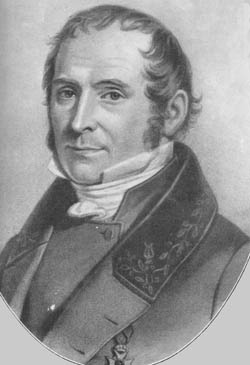
Elias M. Fries

Prima menționare științifică a ciupercii a urmat în anul 1774, când cunoscutul savant Jacob Christian Schäffer a descris-o sub denumirea Helvella mitra în opera sa Fungorum qui in Bavaria et Palatinatu circa Ratisbonam nascuntur Icones, apoi enumerată și descrisă ca Helvella esculenta de renumitul Christian Hendrik Persoon în lucrarea sa Icones et Descriptiones Fungorum Minus Cognitorum. Aproape 50 de ani mai târziu, în 1849, marele biolog Elias Magnus Fries, în opera sa Summa vegetabilium Scandinaviæ, a redenumit această specie sub numele actual de Gyromitra esculenta.
În anul 1907, farmacistul și micologul francez Émile Boudier (1828-1920) a descris buretele sub Physomitra esculenta în cartea lui Histoire et Classification des Discomycètes d'Europe, nume care n-a putut să se impune, la fel ca unele alte sinonime.
Zbârciogul gras a contat peste secole ca comestibil și foarte gustos. Niciodată a fost pus în legătură cu intoxicații grave sau chiar letale. Identitatea componenților toxice de această măsură a fost necunoscută de asemenea cercetătorilor care, până în 1968, când acetaldehida N-metil-N-formilhidrazina, mai bine cunoscută sub numele giromitrină, a fost izolată, au știut numai de toxina foarte slab otrăvitoare a acidului elvelic (1886).

## Descriere

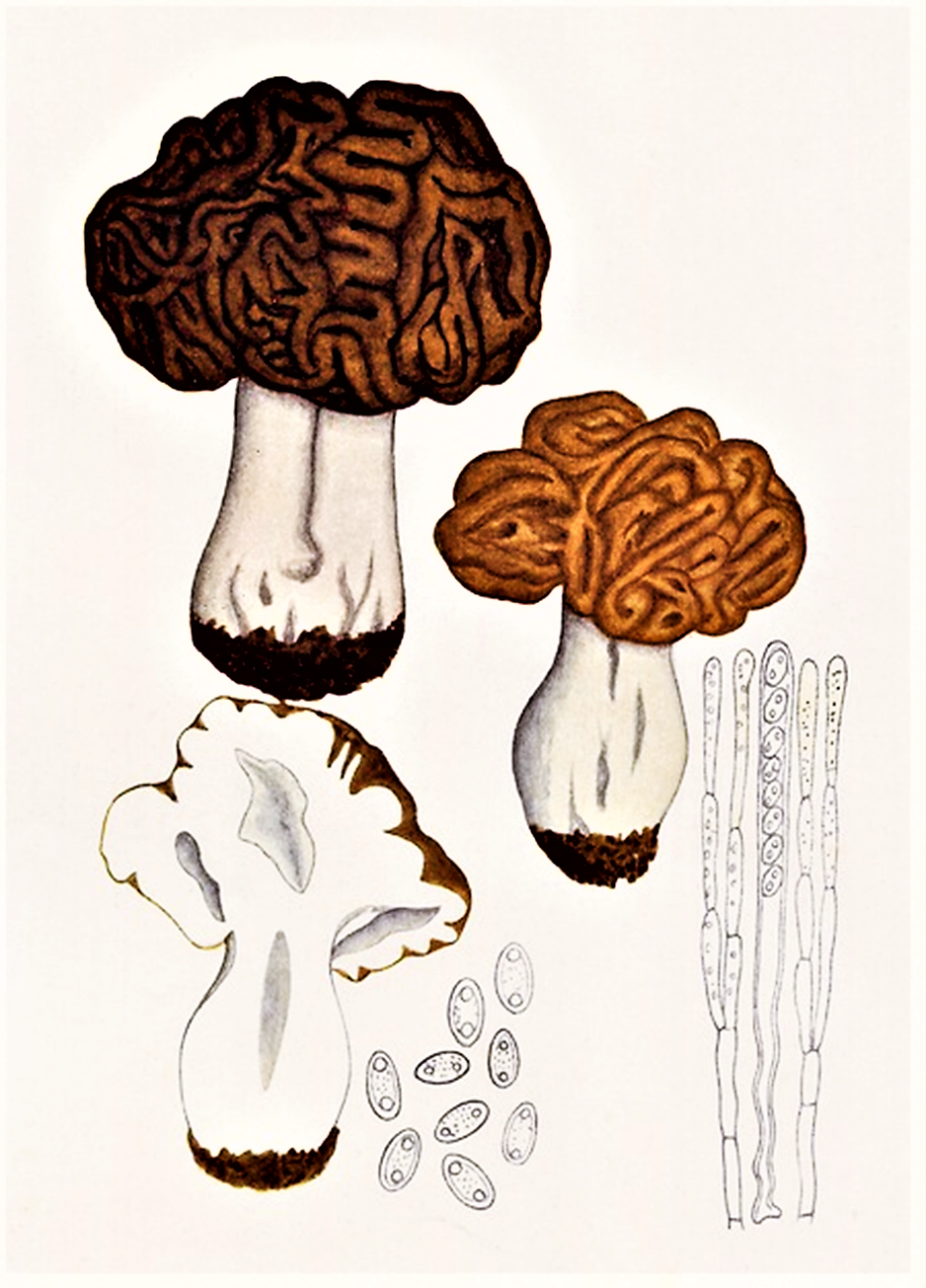
Bres.: G. esculenta

- Corpul fructifer: are un diametru de 3–12 cm, este gol în interior, de formă neregulată și deseori împărțit în mai mulți lobi, are numeroase cute întortocheate care îl fac să semene cu un creier. Marginea este aderentă la picior. Coloritul pălăriei poate varia între brun-gălbui și brun-roșcat.
- Piciorul: are o lungime de  3–9 cm, este bont, format neregulat, acoperit cu negi, străbătut de nervuri longitudinale, îngroșat la bază și cu suprafața flocoasă, fiind gol în interior. Culoarea lui este albicioasă la tinerețe, apoi capătă nuanțe de roz din ce în ce mai evidente.
- Carnea: este ceroasă, fragilă și apoasă, cu gust plăcut, miros slab spermatic și de același colorit ca piciorul. Această ciupercă se poate deshidrata în sezon secetos și rezista astfel timp îndelungat. Atunci face impresia, că ar fi apărut vara.
- Caracteristici microscopice: are spori elipsoidali până fusiformi, netezi și posedă la capete câte o picătură de ulei gălbuie, având o mărime destul de variabilă de (13)16–22(26) × (7)8–11(14) microni. Pulberea sporilor est albă.[3][4][9]
- Reacții chimice: Zbârciogul gras nu-și schimbă culoarea după adăugarea de reactivi chimici.[10]

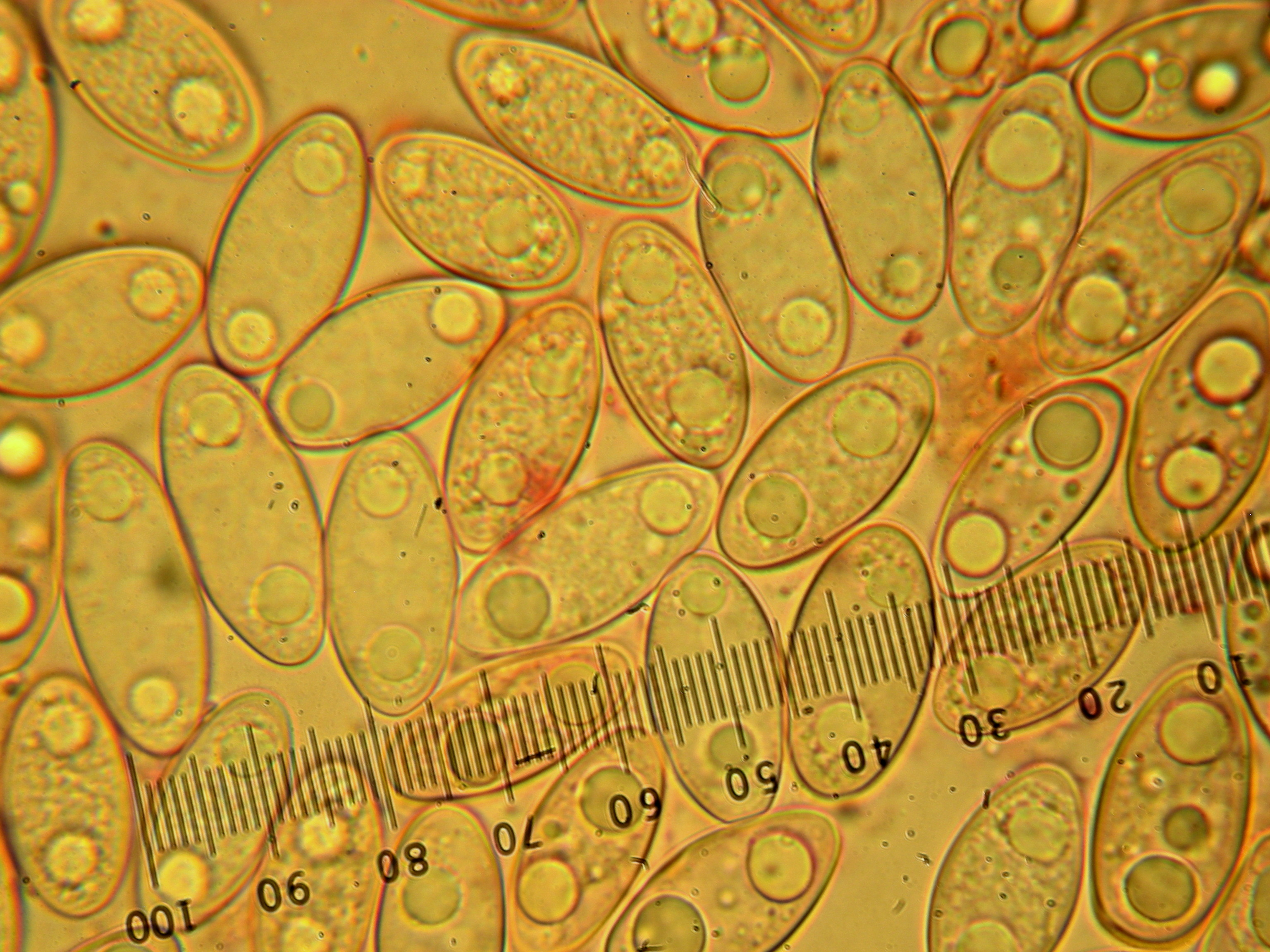
G. esculenta, spori
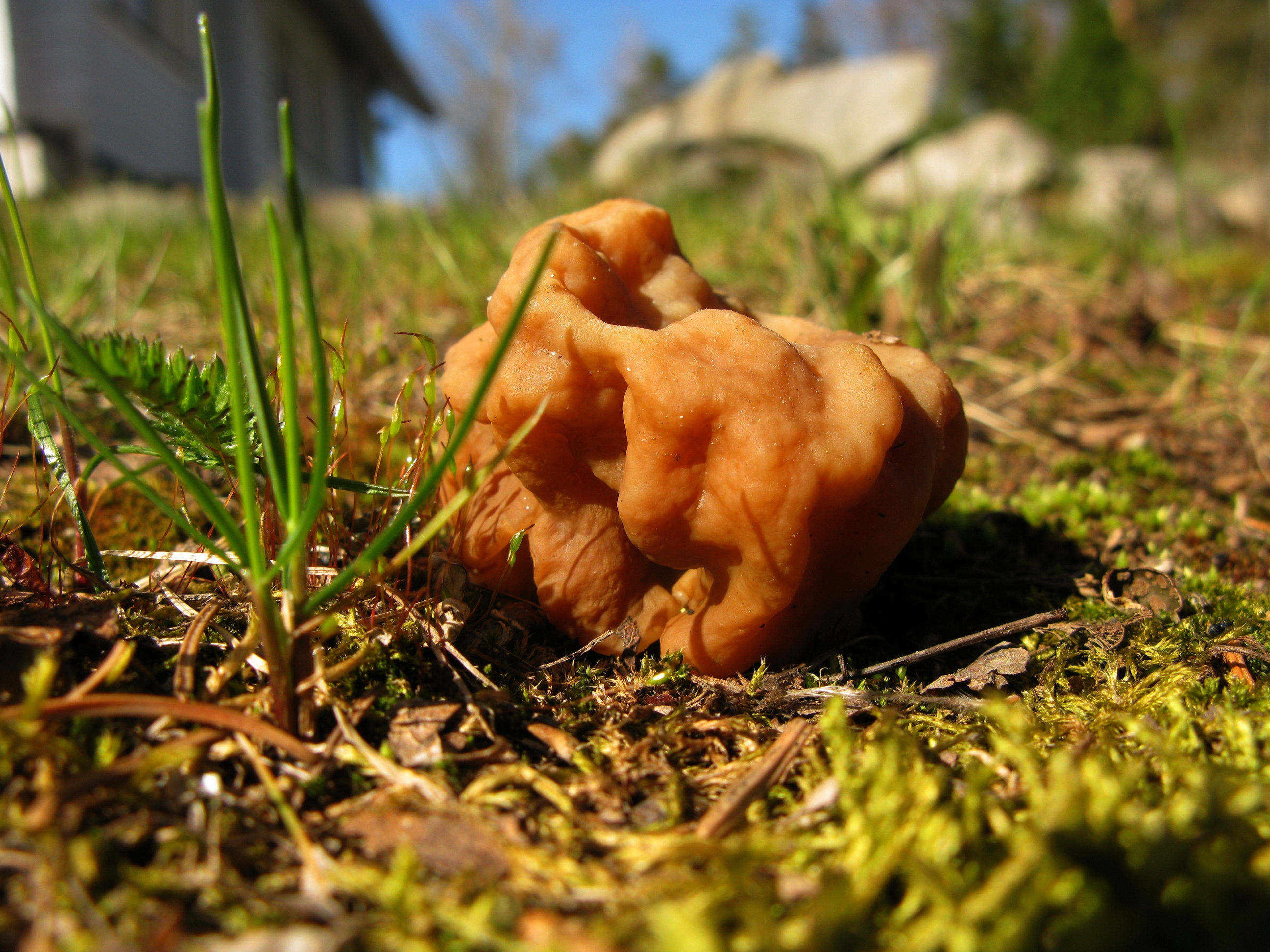
G. esculenta tânără
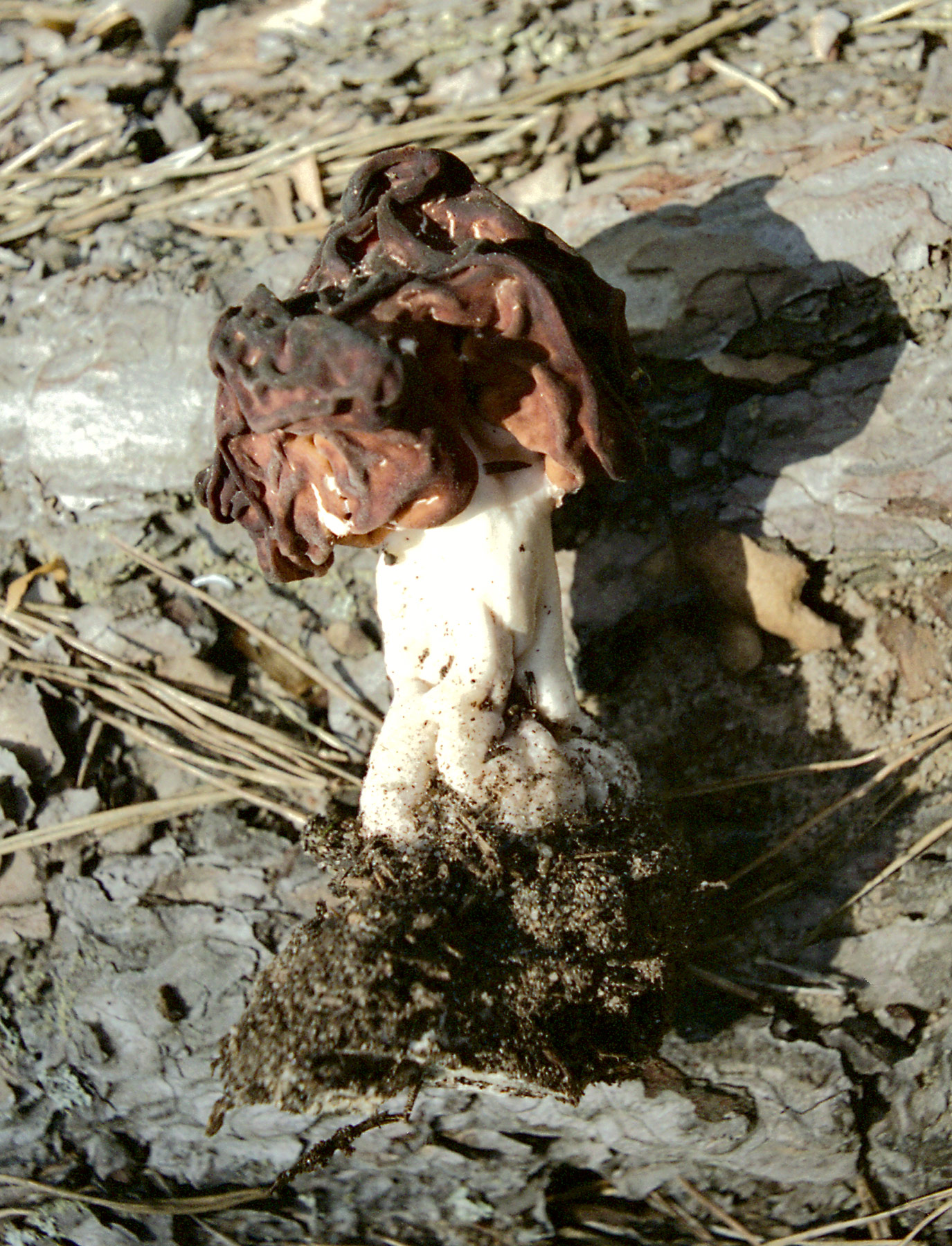
G. esculenta bătrână
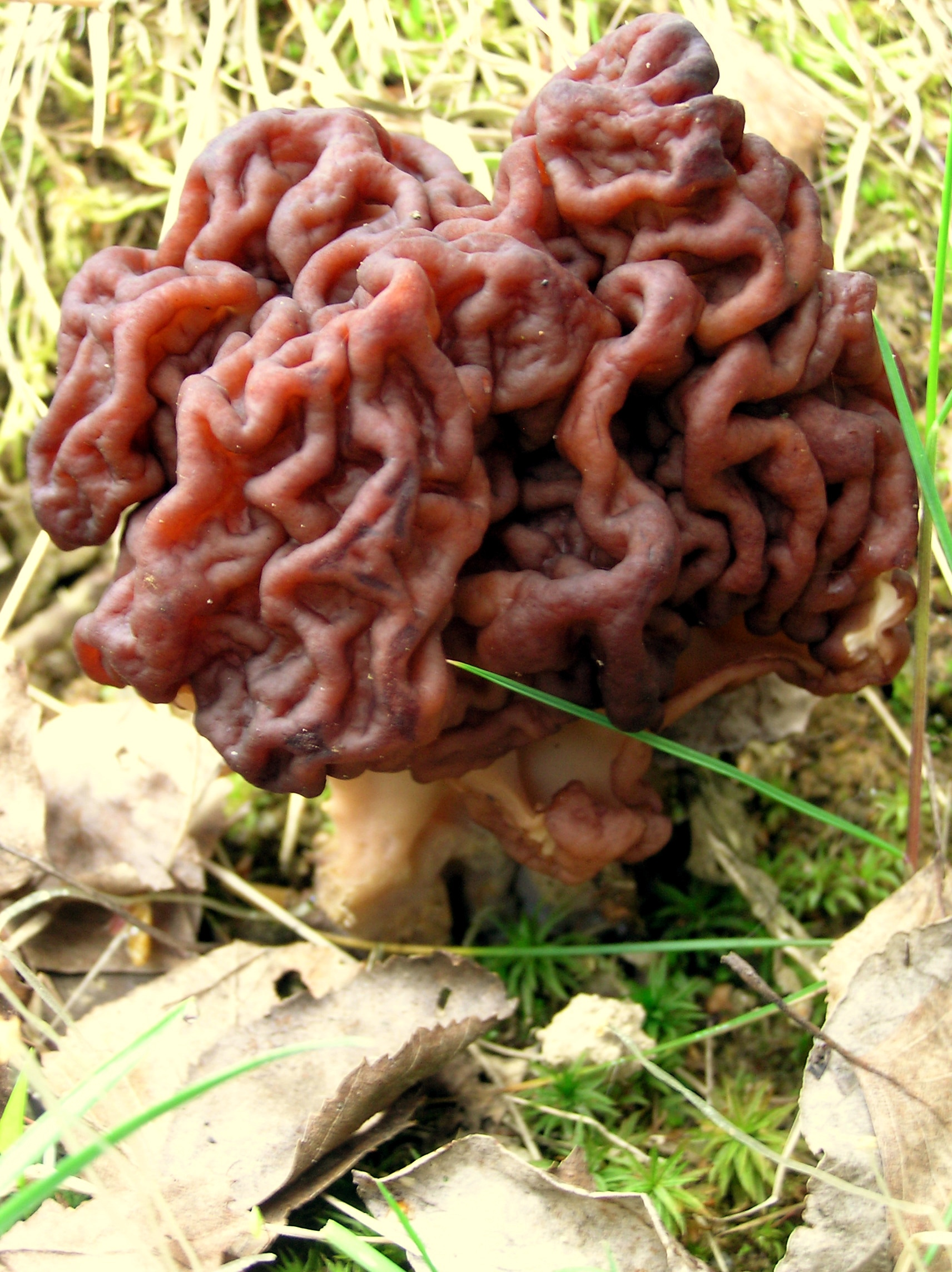
G. esculenta mai deschisă

## Confuzii
Zbârciogul gras poate fi confundat cu alte surate ale lui (de exemplu: Gyromitra ambigua, Gyromitra fastigiata sin. Discina fastigiata (comestibilă cu rezervă) sau comestibila Gyromitra infula, comestibila Helvella fusca, în special cu Gyromitra gigas (zbârciogul uriaș), mai deschis la culoare și nu astfel de periculos. O altă caracteristică ce o diferențiază de restul giromitrelor este piciorul mai puțin robust în comparație cu pălăria, care la celelalte specii este vizibil mai mare.
Gyromitra esculenta este o ciupercă care necesită o atenție deosebită începătorilor care o pot confunda cu zbârciogii adevărați (ca de exemplu cu; Morchella elata, Morchella esculenta, Morchella eximia,  Morchella semilibera sin. Morchella gigas, Morchella tridentina, Morchella vulgaris, Mitrophora hybrida, (Ptycho)verpa bohemica sau chiar și cu Morchella conica), cât și celor profesioniști care ignoră faptul că este totuși o ciupercă otrăvitoare.

## Ciuperci asemănătoare

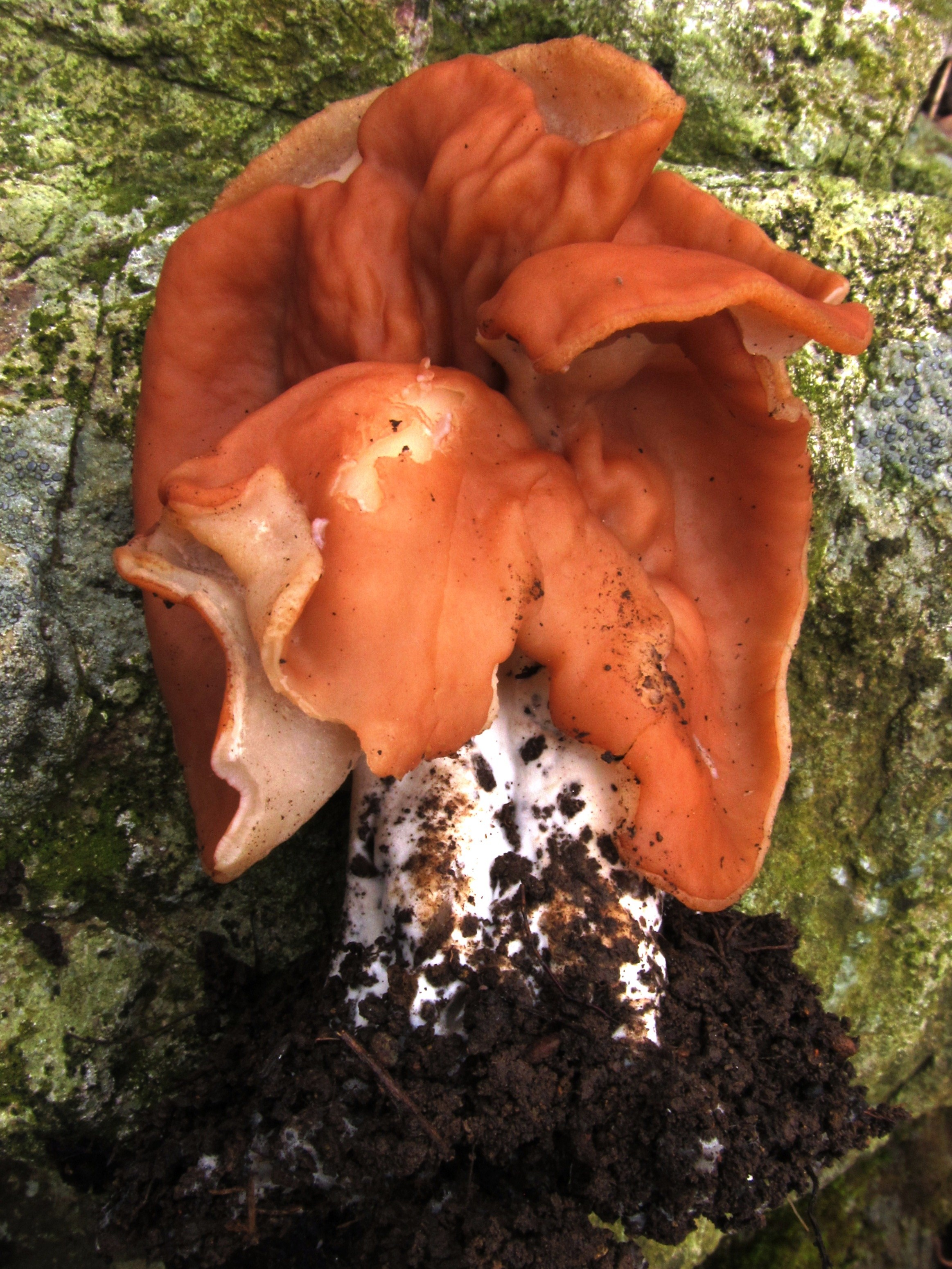
Gyromitra brunnea
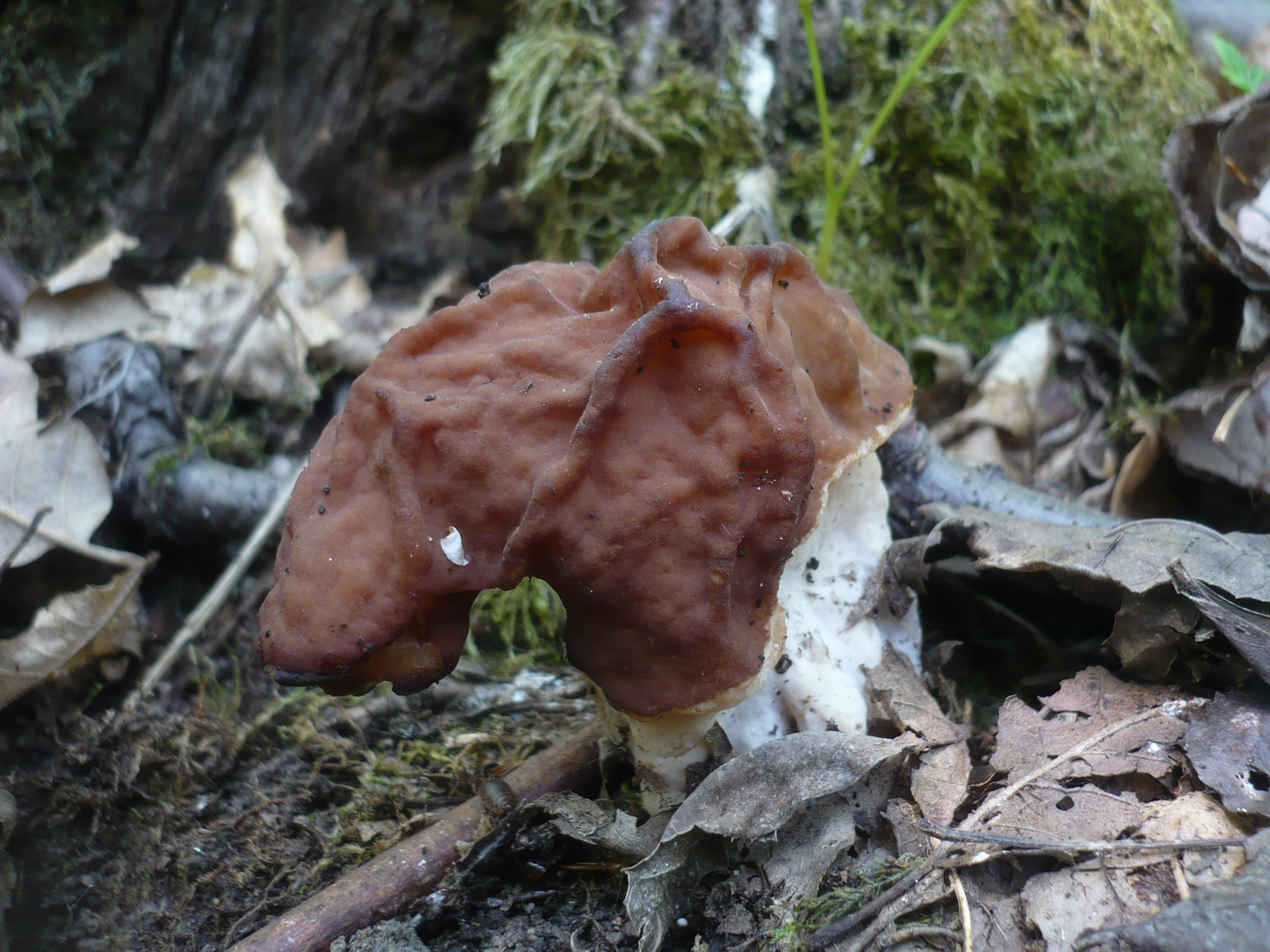
Gyromitra fastigiata
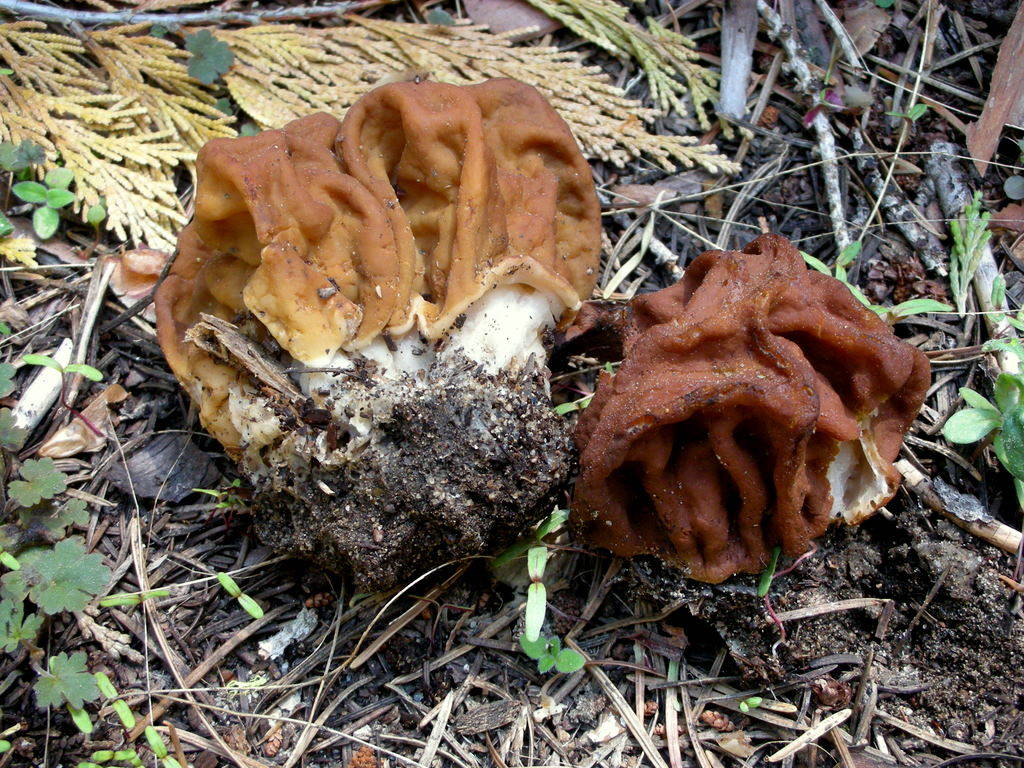
Gyromitra gigas
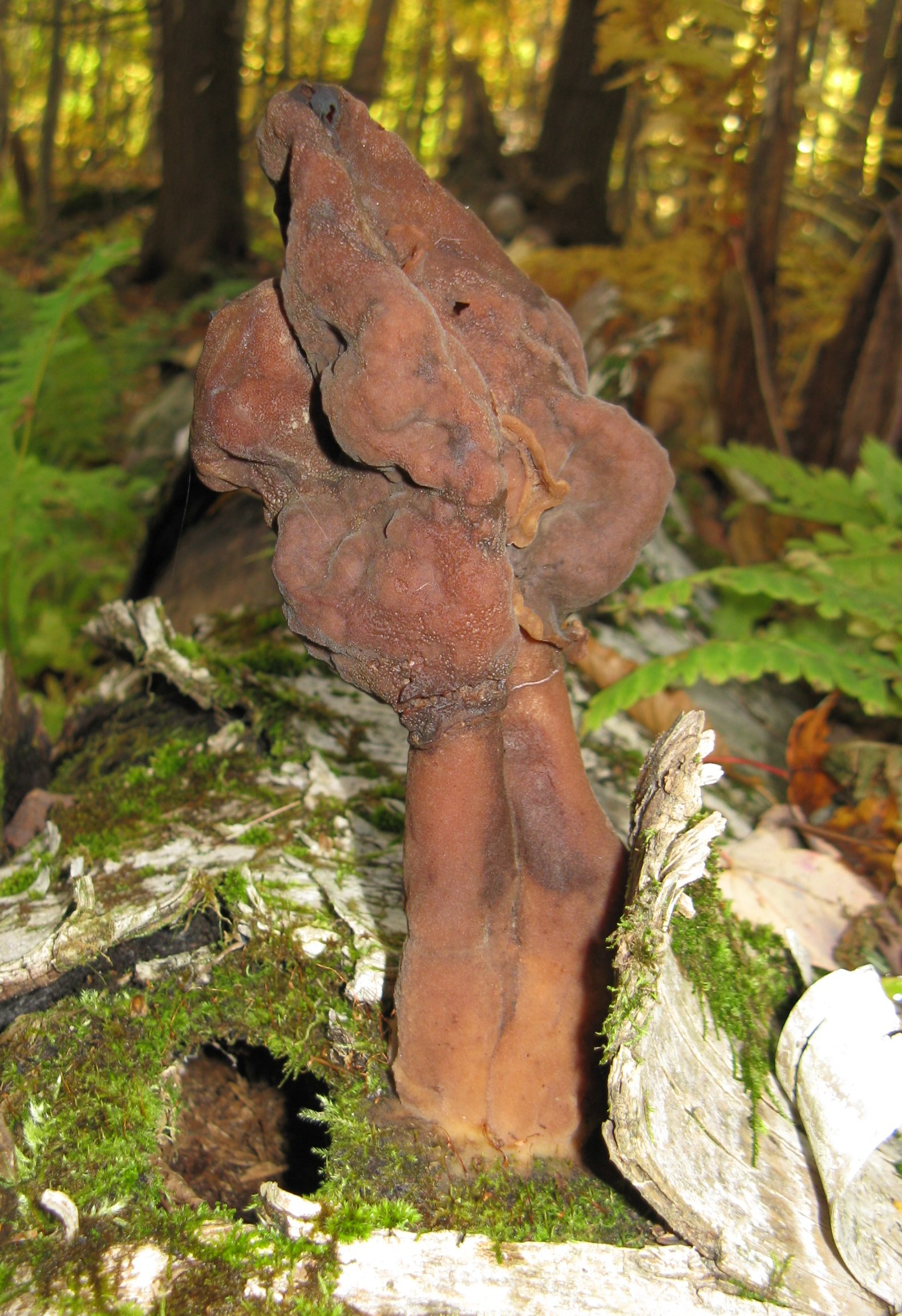
Gyromitra infula
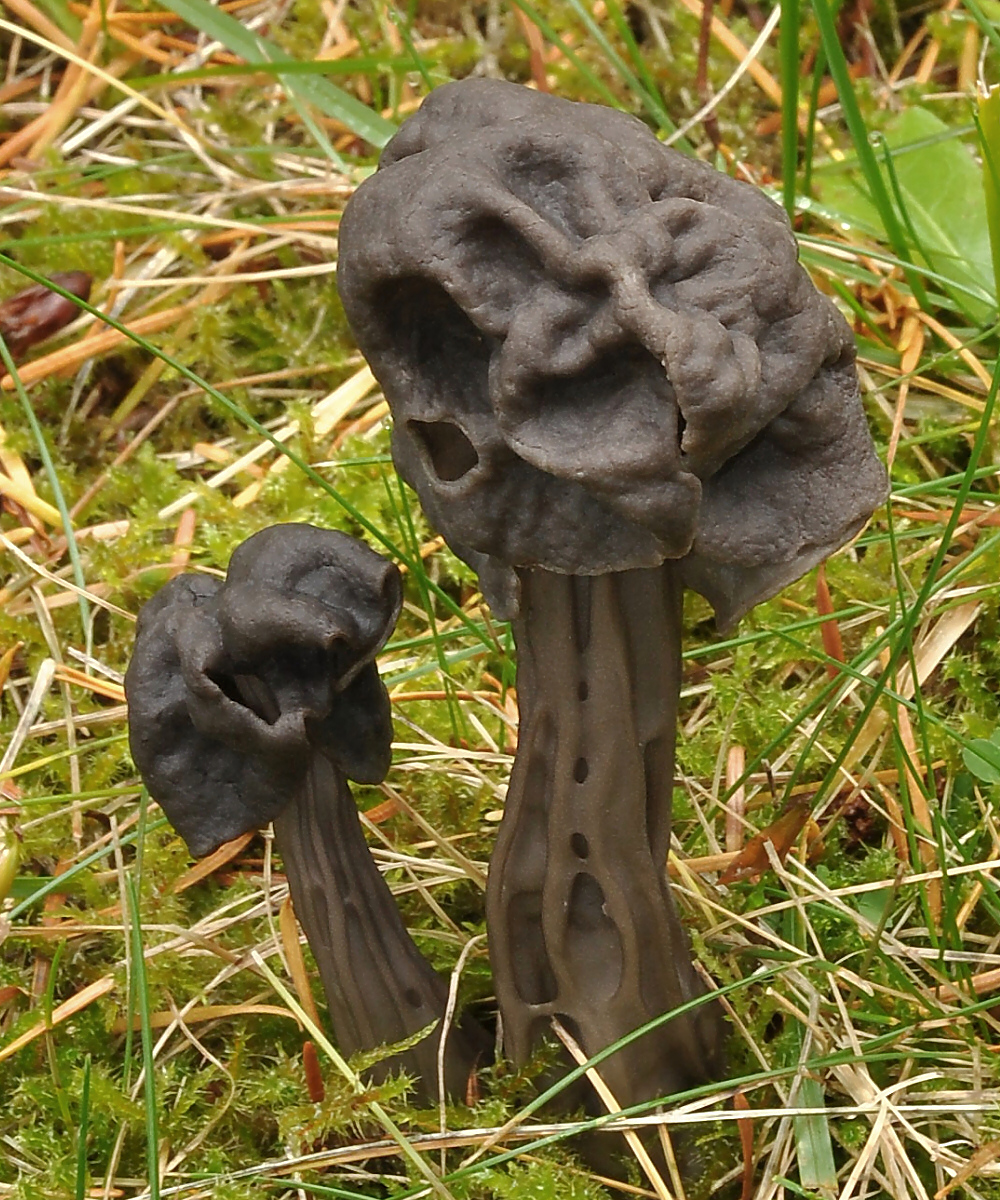
Helvella lacunosa
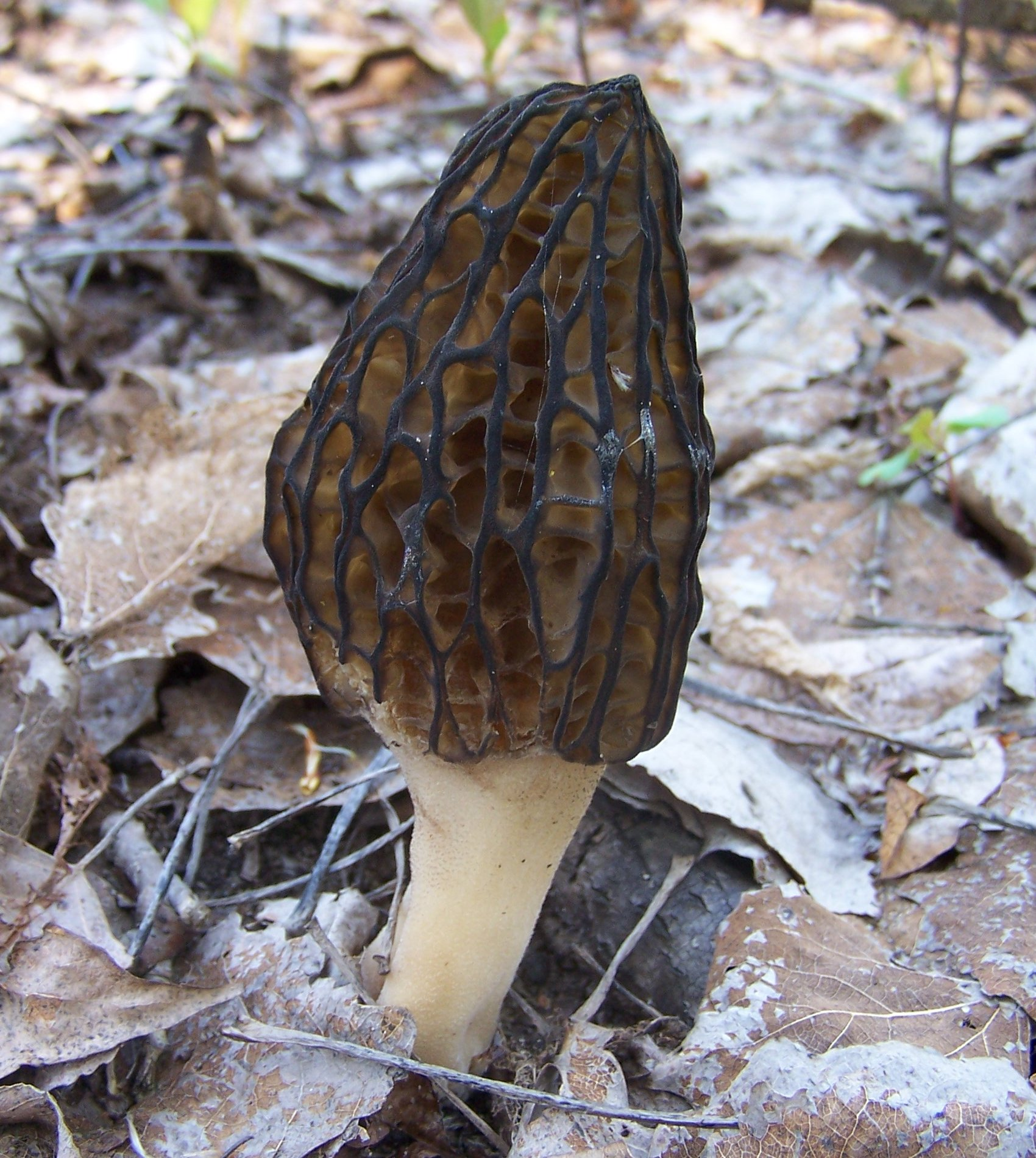
Morchella conica
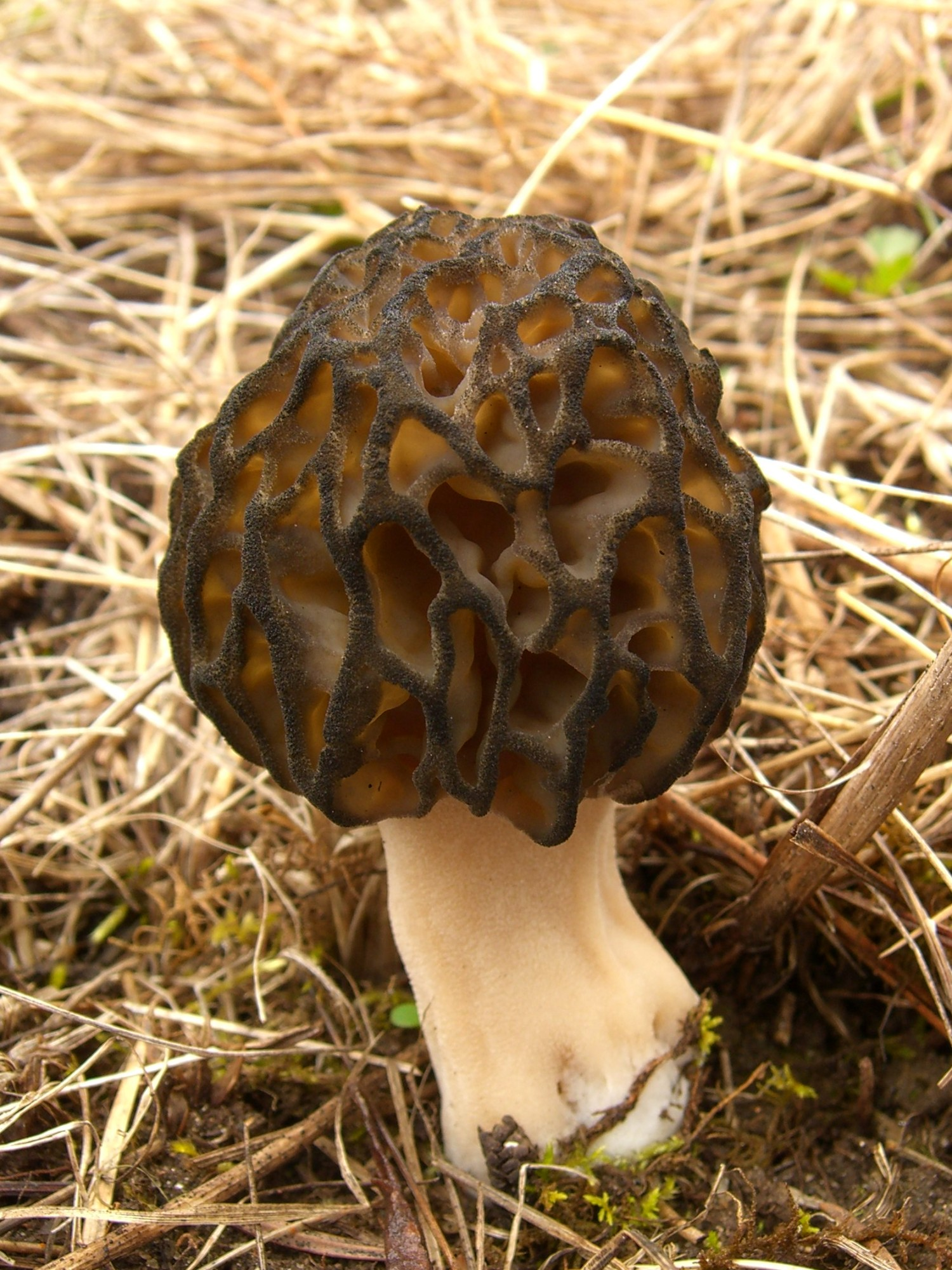
Morchella elata
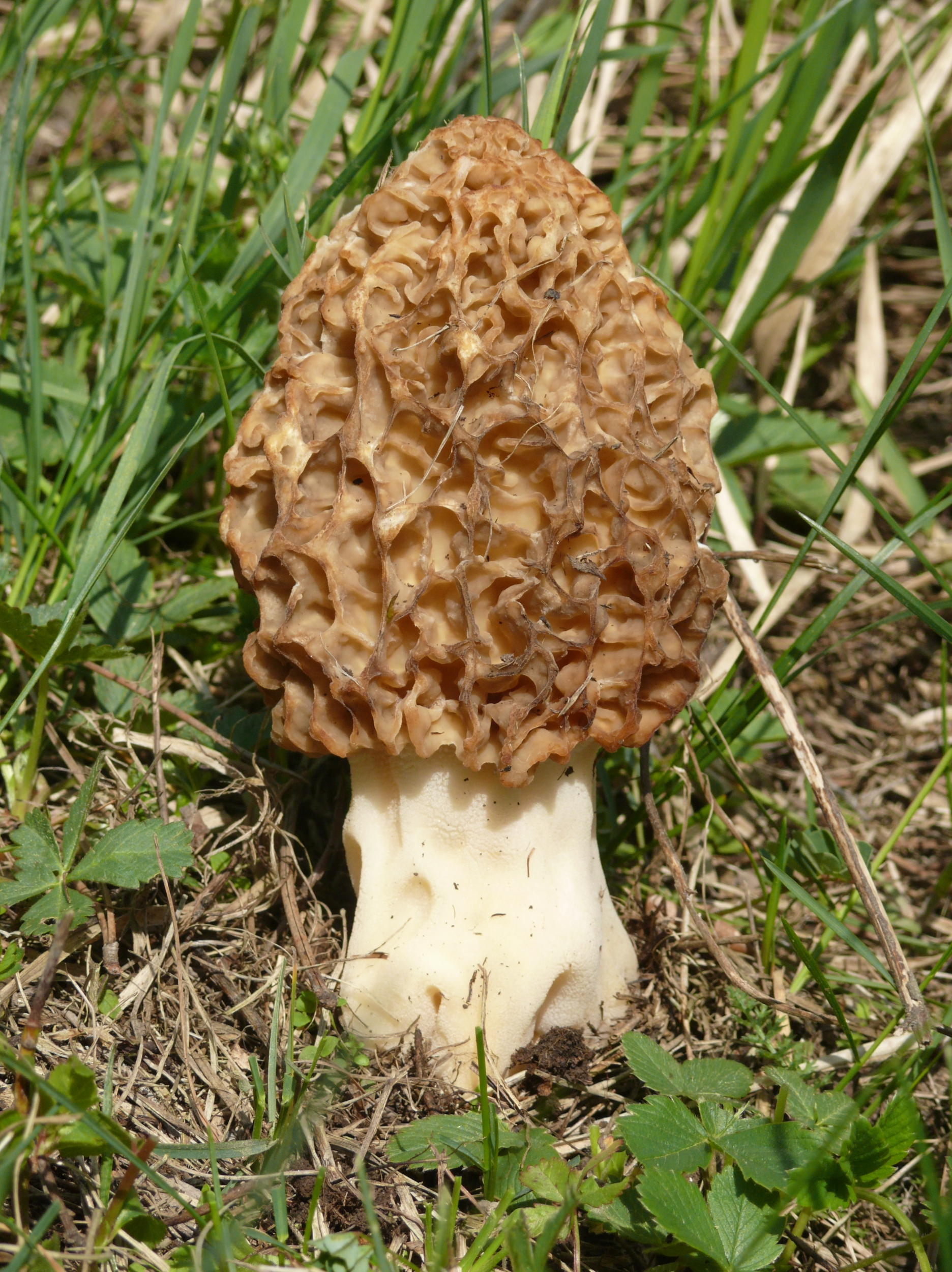
Morchella esculenta

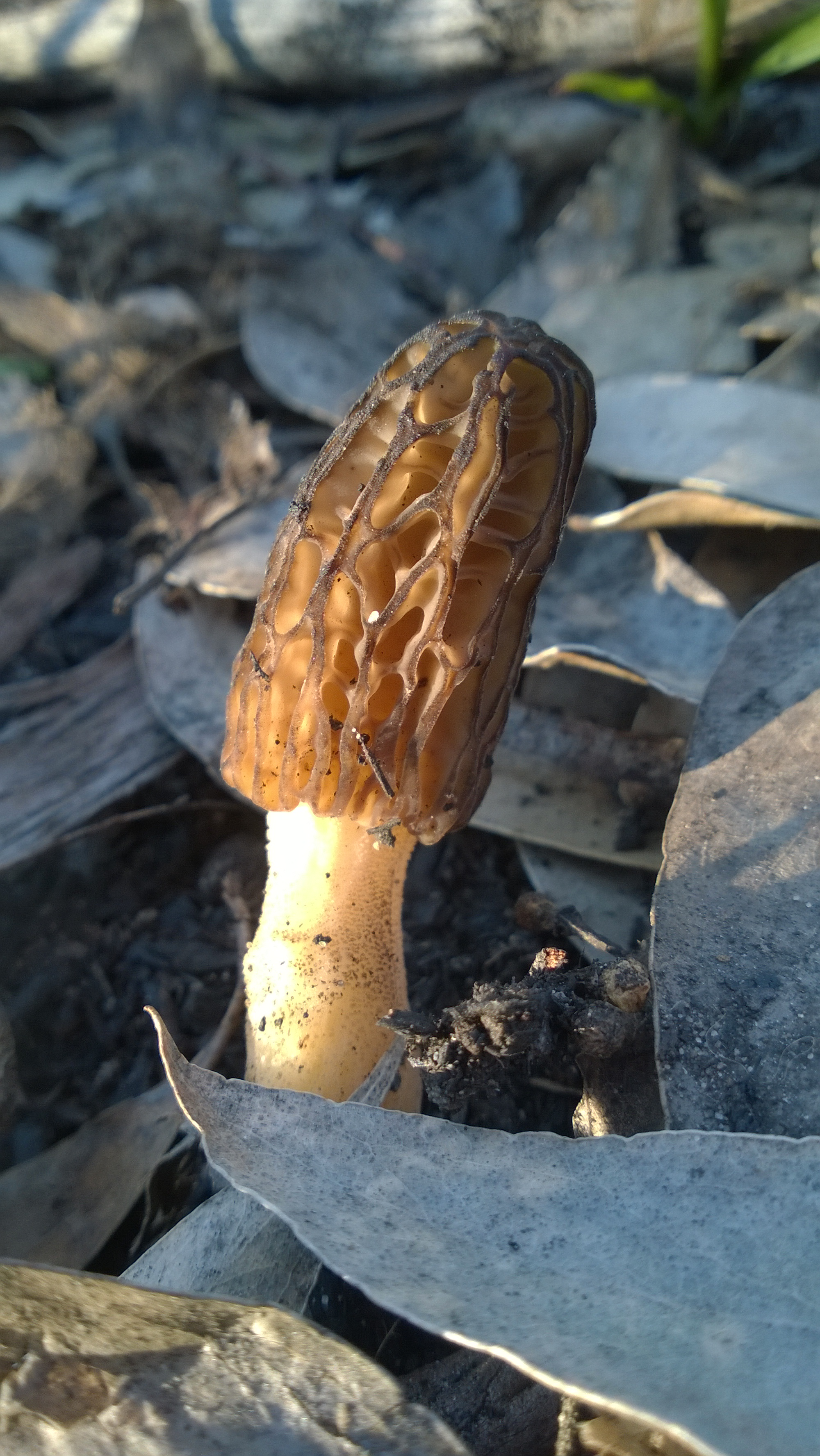
Morchella eximia
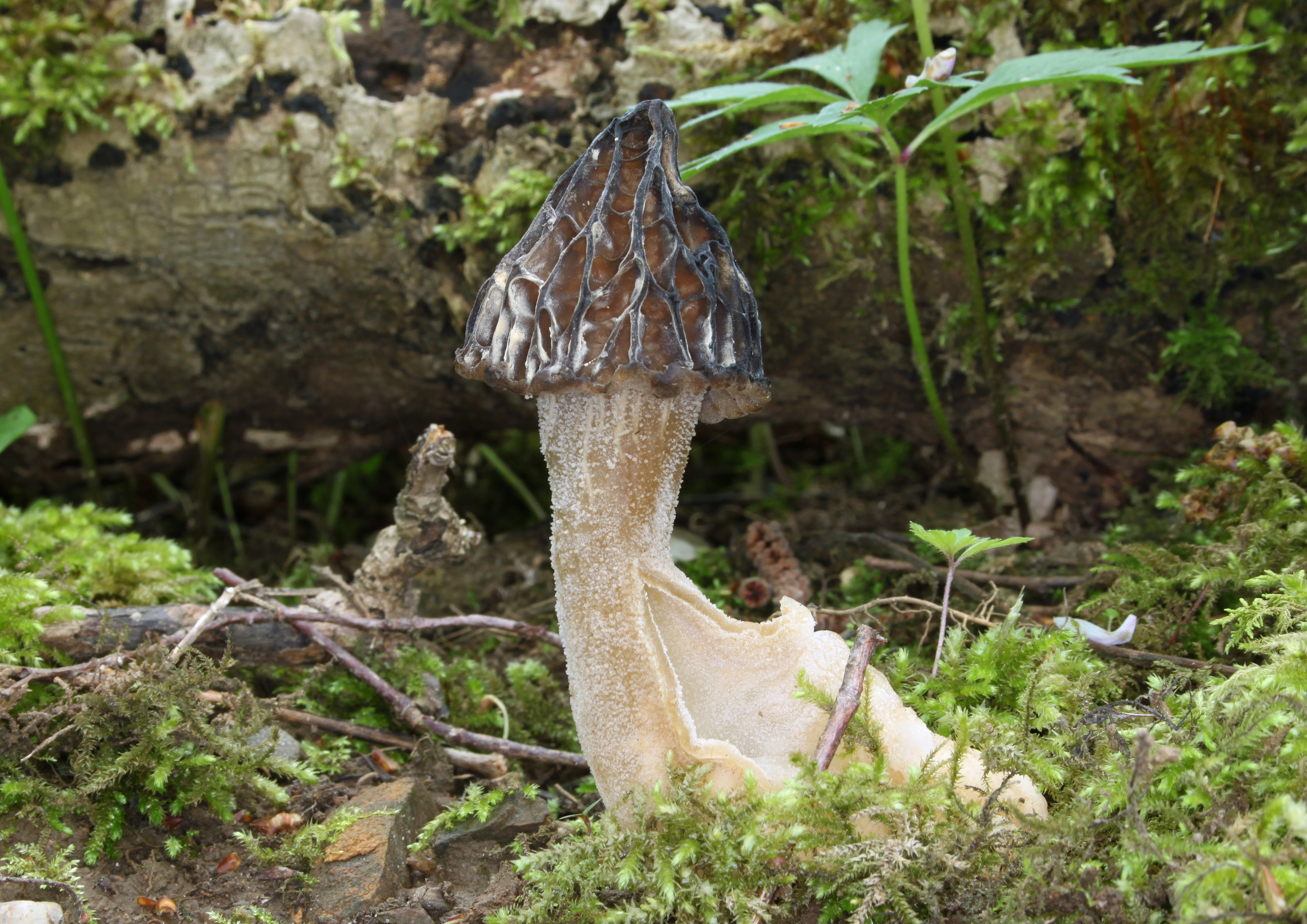
Morchella gigas
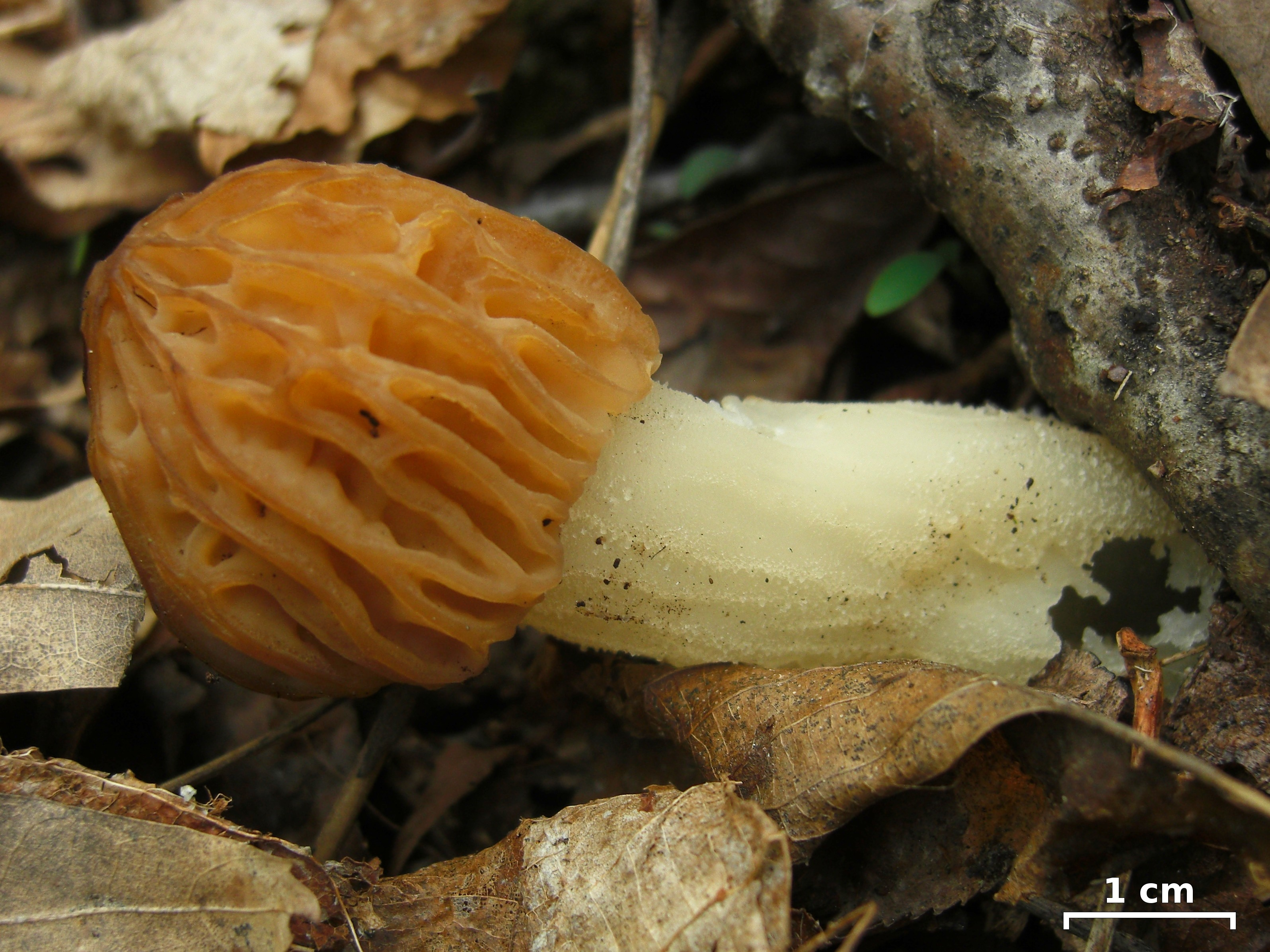
Morchella punctipes
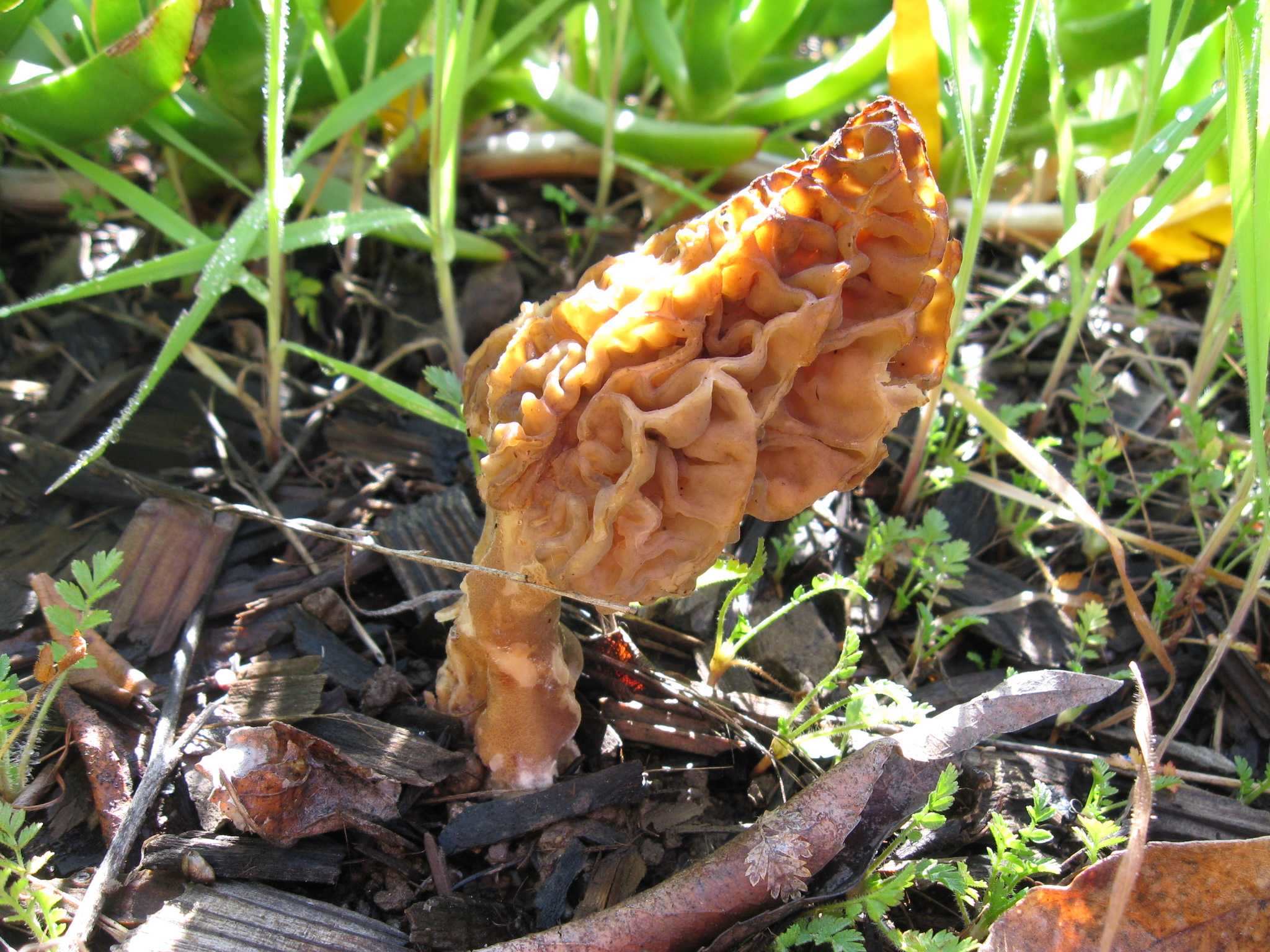
Morchella tridentina
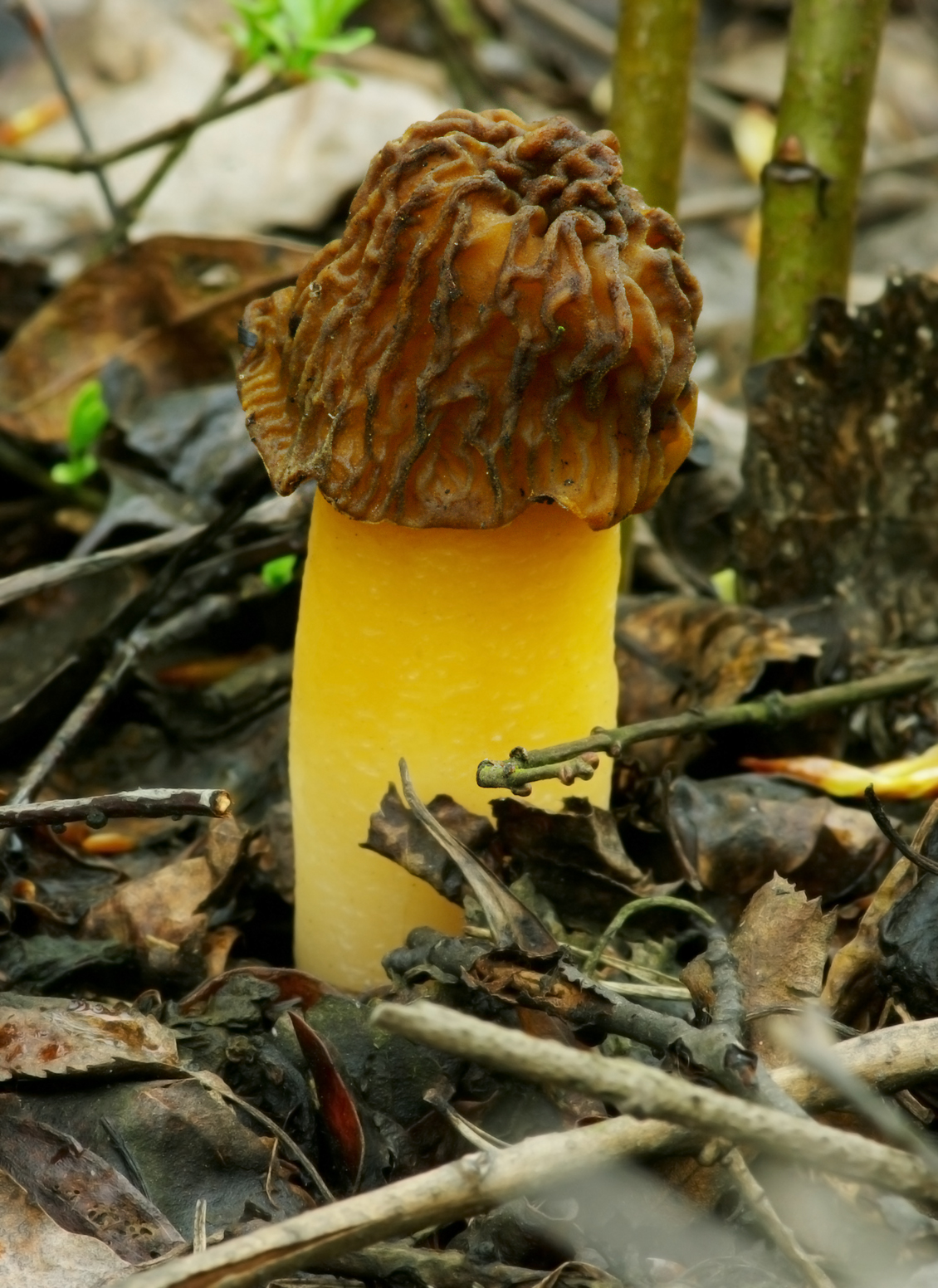
Verpa bohemica

## Valorificare

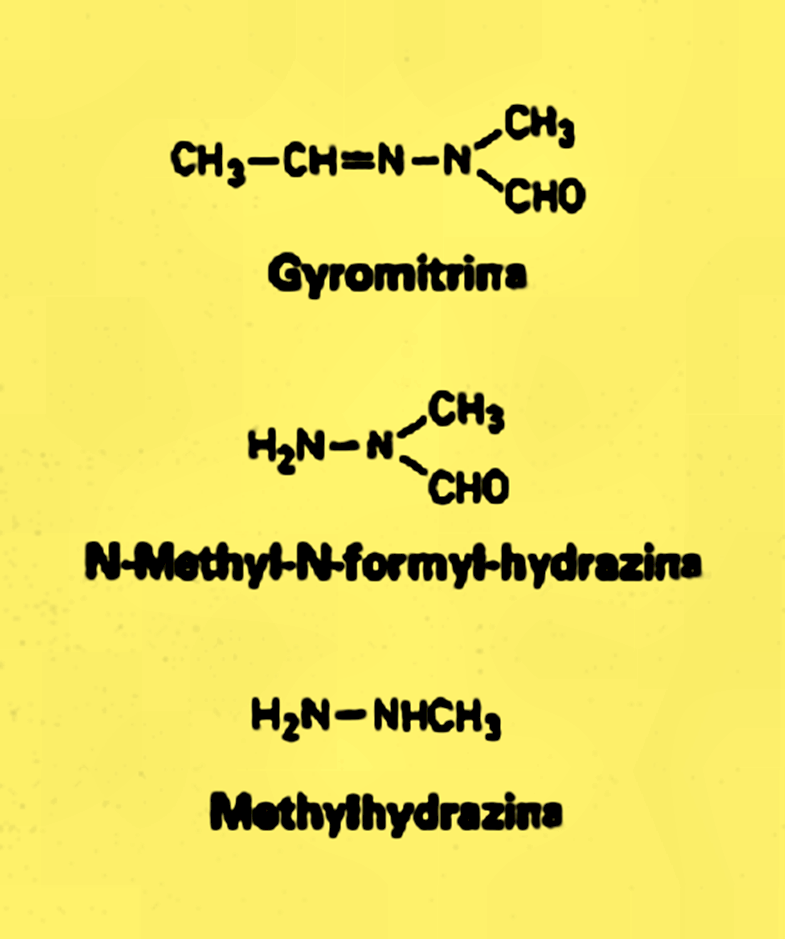
Giromitrina și derivate

### Toxicitate
Gyromitra esculenta este în stare crudă extrem de otrăvitoare. Ea produce giromitrină (nume dat după genul ciupercii) care se descompune într-un produs chimic foarte toxic și volatil în N-metil-N-formilhidrazină  și  monometilhidrazină. Monometilhidrazina care a fost folosită în trecut ca combustibil la rachete, inhibă  coenzima piridoxil fosfat și acidul gamaaminobutiric (GABA). N-metil-N-formilhidrazina inhibă enzimele citocromului P450.
Desfășurarea intoxicației, denumită „sindromul giromitrian”, este similară cu acea a bureților viperei cu privire la natura de două faze a simptomelor. După o perioadă de latență de 6-12 ore, simptomele otrăvirii  se manifestă prin greață, vărsături, dureri de cap, dar numai rar diaree apoase. In cazurile ușoare, aceste simptome dispar după 2-5 zile. În forma severă care vine după această perioadă, apar semne de leziuni hepatice urmate de icter precum afecțiuni ale rinichilor, iar în unele cazuri tulburări parțiale ale sistemului nervos central. După 2-3 zile, decese cauzate de un edem cerebral, colaps circulator, o purpură vasculară sau un stop respirator sunt ușor posibile. Dar chiar în cazul supraviețuirii rămân daune târzii: leziuni hepatice și renale precum deteriorarea creierului.
Otrava este foarte puternică: Cantitatea letala a Giromtrinei este de aproximativ 1-2 g pentru un adult. Monometilhidrazina este mult mai toxică: aici ajung deja 4–8 mg per kg de greutate corporală.

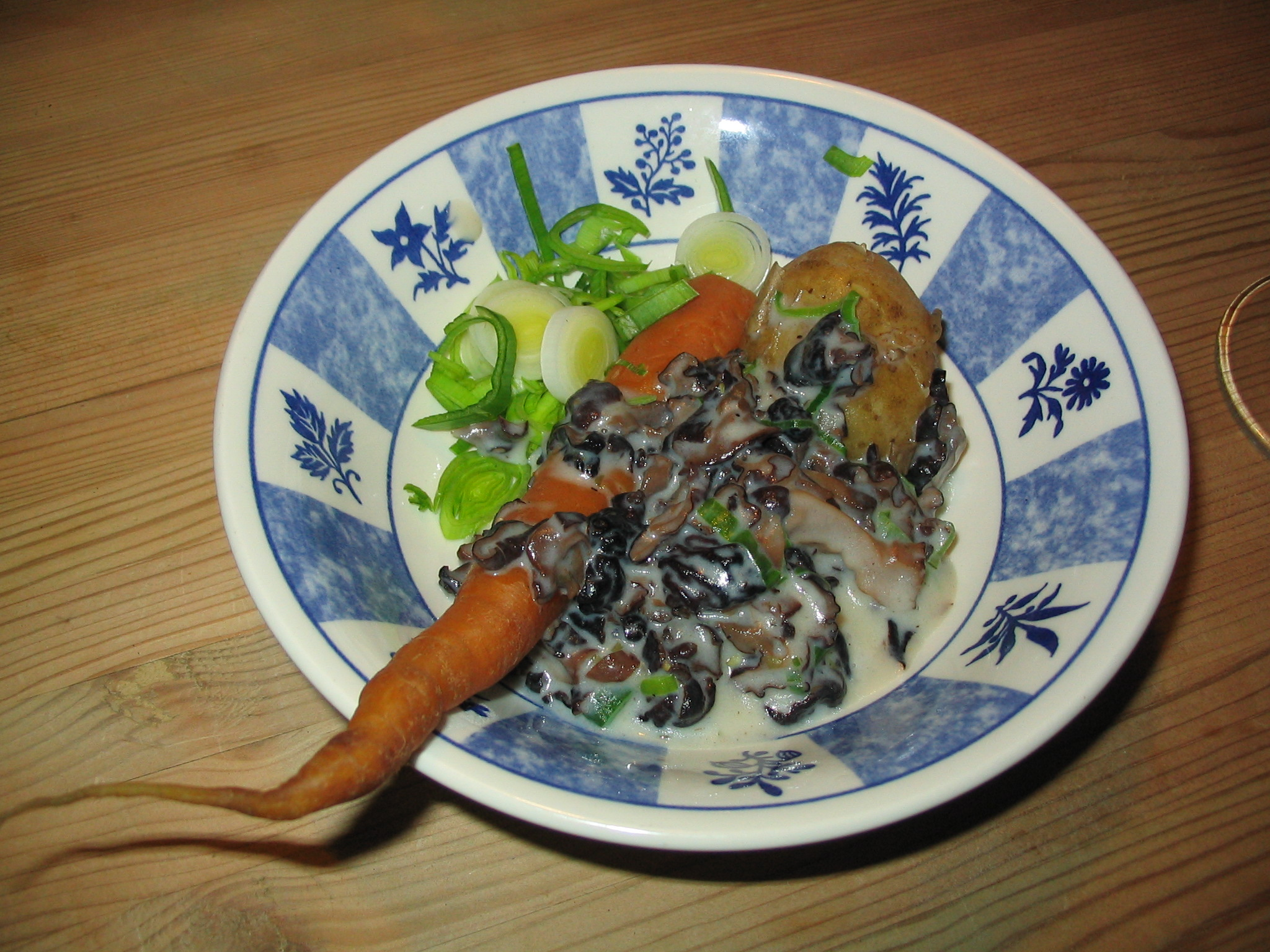
Mâncare de zbârciogi grași cu legume

Această toxină poate afecta organismul nu numai prin ingerare, ci și prin simpla inhalare a vaporilor rezultați în urma preparării ciupercilor în cauză. Posibilități de tratament sunt: lavaj gastric efectuat în prima oră post ingestie, cărbune activat plus cathartic, reechilibrare volemică, Piridoxină 25 mg/kg, iv.

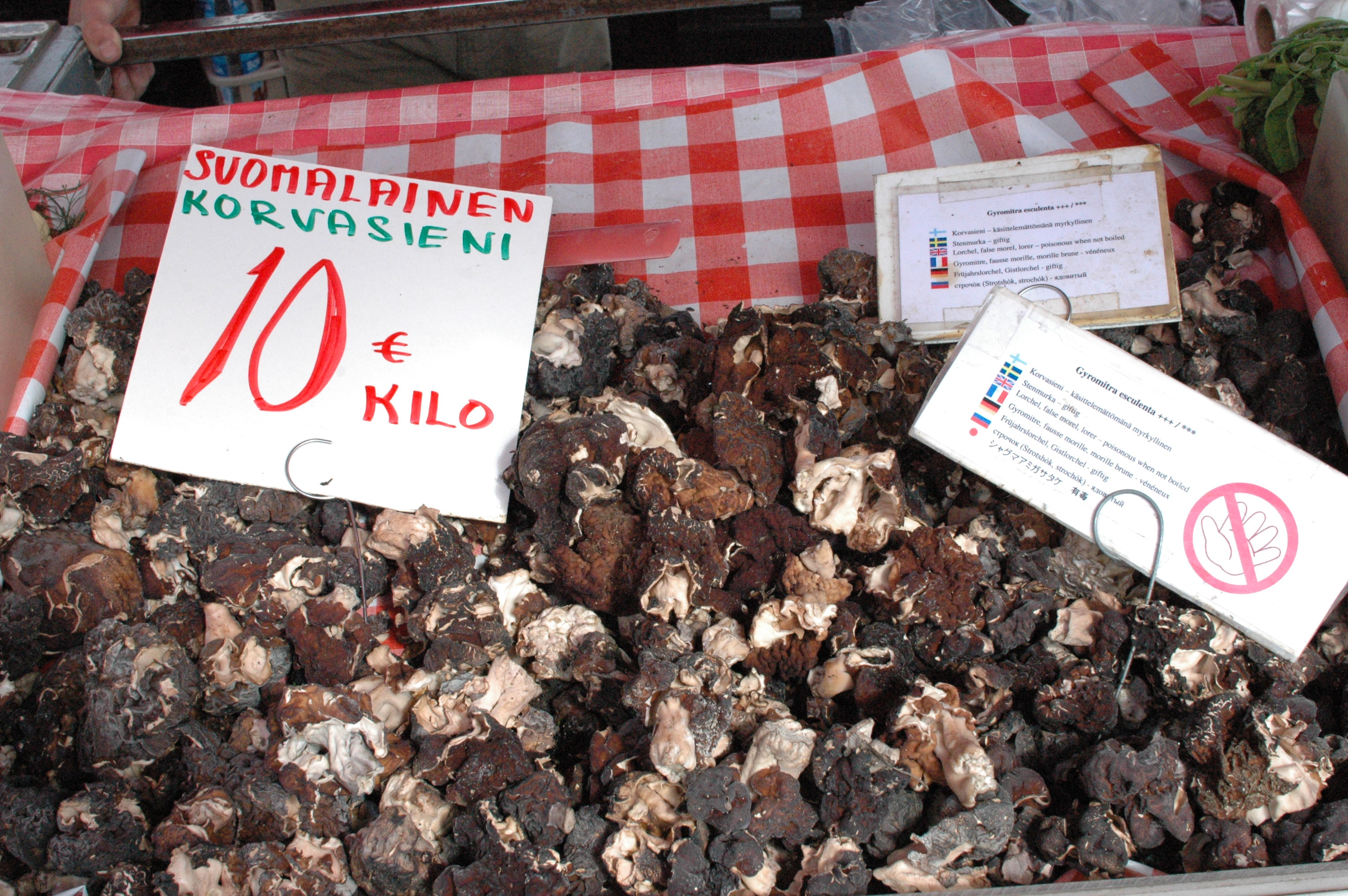
Zbârciogi grași la o piață în Helsinki, 2008

### Comestibilitate restrânsă
Ironia sorții face ca aceasta ciupercă să poarte numele de "esculenta", ceea ce înseamnă în limba latină „comestibil”. Giromtrina devine într-adevăr instabilă la căldură, este volatilă și solubilă în apă, încât astfel ciuperca a fost mâncată mai devreme după două fierbere sau uscare (păstrând-o în continuare cel puțin un sfert de an). Ea a fost până în anii 70 ai secolului al XX-lea o ciupercă agreată de piață. În Europa de Est și de Nord acest burete încă se consumă în cantități însemnate în ciuda faptului că este toxică. Dar și fierberea zbârciogului gras cel puțin în două ape sau uscatul înainte de a-l consuma, nu garantează nimănui comestibilitatea sa sută la sută.
Este foarte recomandat, să nu se mănânce această ciupercă!

## Bibiliografie
- Bruno Cetto, volumele 1-3 (vezi la note).
- Csaba Locsmándi, Gizella Vasas: „Ghidul culegătorului de ciuperci”, Editura Casa, Cluj-Napoca 2013, ISBN 9786068527147, 192 p.
- H. Clémençon: „Pilze im Wandel der Jahreszeiten”, vol. 1 și 2, Editura Éditions Piantanida, Lausanne 1981
- Rose Marie și Sabine Maria Dähncke: „Pilze”, Editura Silva, Zürich 1986
- Gustav Lindau, Eberhard Ulbrich: „Die höheren Pilze, Basidiomycetes, mit Ausschluss der Brand- und Rostpilze”, Editura  J. Springer, Berlin 1928
- Axel Meixner: „Chemische Farbreaktionen von Pilzen”, Editura J. Cramer, Lehre 1975
- Meinhard Moser: „Kleine Kryptogamenflora der Pilze - Partea a.: „ Höhere Phycomyceten und Ascomyceten”. Partea b: „Kleine Kryptogamenflora de Helmut Gams” Editura G. Fischer, Jena 1950